# Gonçalo Alves (giocatore di calcio a 5)
Gonçalo Nuno Borges Ferreira Gomes Alves, noto semplicemente come Gonçalo Alves (Lisbona, 1º luglio 1977), è un ex giocatore di calcio a 5 portoghese.

## Carriera
Formatosi nel settore giovanile dello Sporting Lisbona, Alves è stato un simbolo dei rivali del Benfica in cui ha giocato per undici stagioni, sei delle quali come capitano. Dopo il ritiro, annunciato nel giugno del 2017, è stato nominato team manager della squadra. Per oltre un decennio Alves ha fatto parte della nazionale portoghese, disputando 171 partite e mettendo a segno 75 reti; nell'ottobre del 2014, al momento del suo ritiro dalla selezione lusitana, era il primatista di presenze.

## Palmarès

### Competizioni nazionali
- Campionato portoghese: 8
Sporting Lisbona: 2000-01, 2003-04, 2005-06
Benfica: 2006-07, 2007-08, 2008-09, 2011-12, 2014-15

- Coppa del Portogallo: 6
Sporting Lisbona: 2005-06
Benfica: 2006-07, 2008-09, 2011-12, 2014-15, 2016-17

- Supercoppa portoghese: 9
Sporting Lisbona: 2001, 2004
Benfica: 2006, 2007, 2009, 2011, 2012, 2015, 2016

### Competizioni internazionali
- Coppa UEFA: 1
Benfica: 2009-10